# Préludes de Vierne
Pour les articles homonymes, voir Préludes pour piano.
Les Préludes, op. 36 de Louis Vierne forment un ensemble de douze pièces brèves pour piano.
Composés en deux temps — les six premiers pendant l'été 1914, au cours d'un séjour du compositeur à La Rochelle, les six derniers à Paris entre octobre 1914 et juin 1915 — les douze Préludes portent la marque des circonstances de leur composition : le déclenchement de la première Guerre mondiale en août 1914 et une rupture sentimentale en mai 1915. Interprétés de manière partielle et ponctuelle par des pianistes tels que José Iturbi, l'auteur et son frère René, la première audition intégrale de l'œuvre a lieu le 20 février 1926 à la Salle Érard par Lélia Gousseau.

## Composition
Les six premiers Préludes sont composés pendant l'été 1914, au cours d'un séjour du compositeur à La Rochelle, chez les parents de son élève Marthe Bracquemond, à qui l'œuvre est dédiée. Les six derniers sont achevés à Paris entre octobre 1914 et juin 1915

## Présentation

### Mouvements
1. Prologue — Maestoso à quatre temps (),
2. Tendresse — Andante à 
,
3. Pressentiment — Agitato à 
 et Adagio (),
4. Souvenir d'un jour de joie — Allegro molto appassionato à deux temps (),
5. Nostalgie — Andante con moto à 
, 
 et 
,
6. Par gros temps — Largo à 
,
7. Évocation d'un jour d'angoisse — Poco lento à 
,
8. Dans la nuit — Grave à 
 et Agitato à 
,
9. Suprême appel — Allegro molto agitato à quatre temps (),
10. Sur une tombe — Molto lento e sostenuto à quatre temps (),
11. Adieu — Moderato piu tosto lento à 
,
12. Seul — Molto maestoso puis Agitato e molto a piacere à quatre temps ()

## Discographie
- De Vincent d'Indy à Reynaldo Hahn, Jean Doyen (1960, Musidisc 30 RC 742) (premier enregistrement mondial)Six Préludes, avec des œuvres de Paul Dukas, Reynaldo Hahn, Vincent d'Indy, Gabriel Pierné et Jean Roger-Ducasse
- Louis Vierne : L'œuvre pour piano, enregistrement intégral par Olivier Gardon (1995, 2 CD Timpani 2C2023)

### Ouvrages généraux
- Marc Vignal, Dictionnaire de la musique, Paris, Larousse, 2005, 1078 p. (ISBN 2-03-511001-7, lire en ligne), « Louis Vierne », p. 1026.

### Monographies
- Franck Besingrand, Louis Vierne, Paris, Bleu nuit éditeur, coll. « Horizons » (no 28), 2011, 176 p. (ISBN 978-2-35884-018-7),
- Bernard Gavoty, Louis Vierne : La vie et l'œuvre, Paris, Buchet/Chastel, 1980 (1re éd. 1943), 322 p.